# イツンビアラ
イツンビアラ（Itumbiara）はブラジル・ゴイアス州南部の都市。人口は10万5809人（2020年）。

## 出身者
- ダンテ・アマラウ - バレーボール選手
- ジョゼ・ホベルト・デ・オリベイラ - サッカー選手

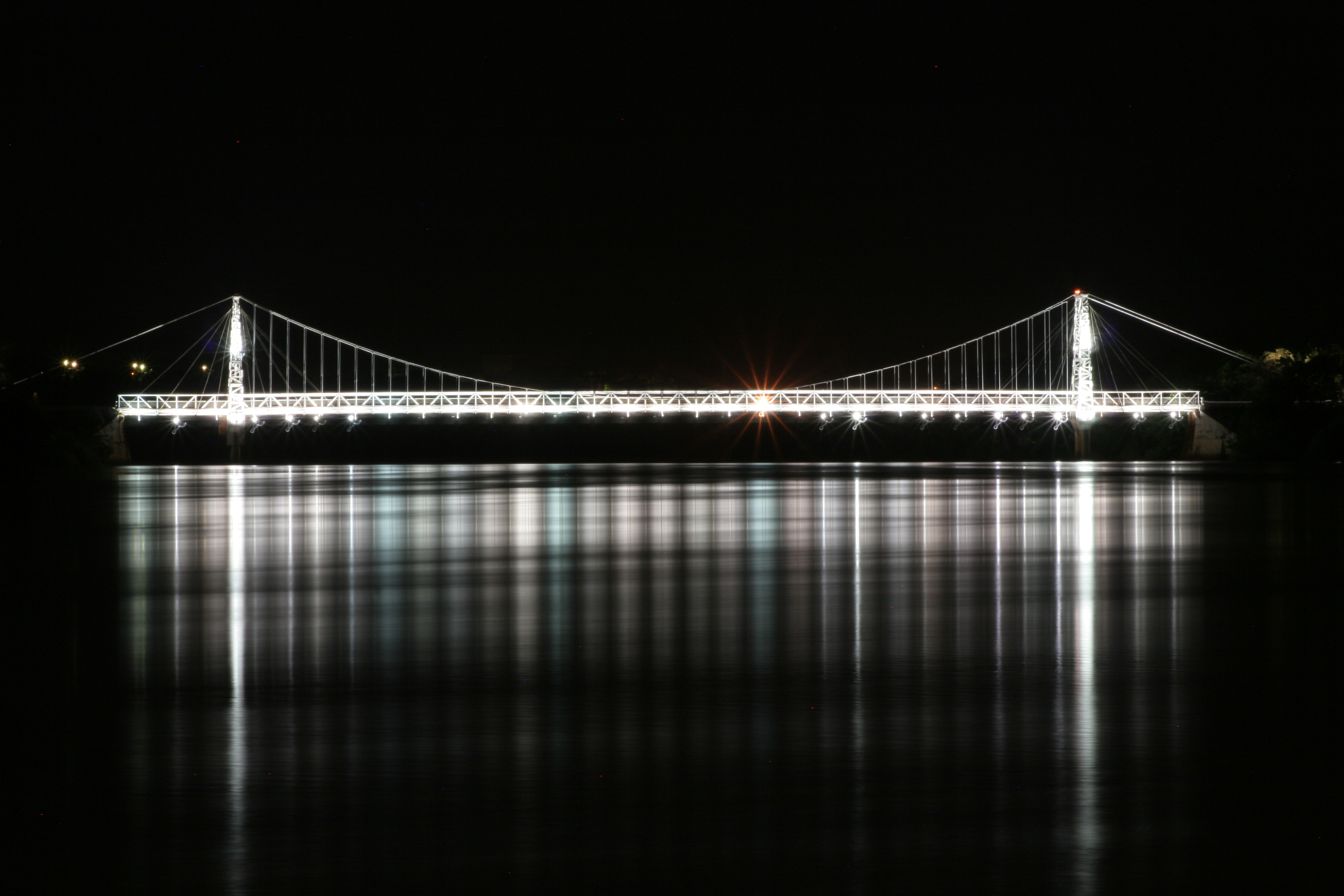
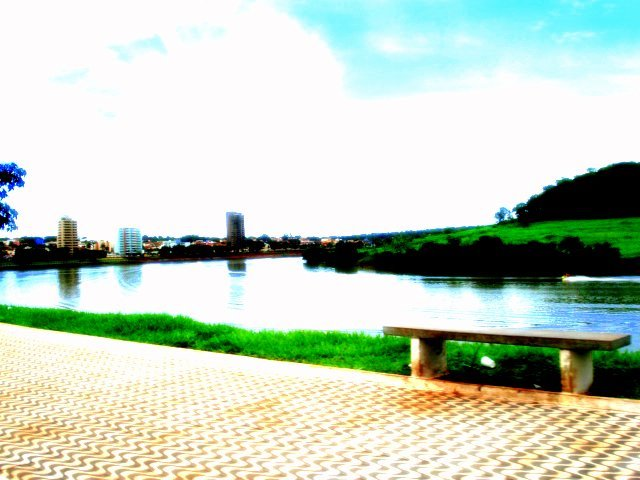
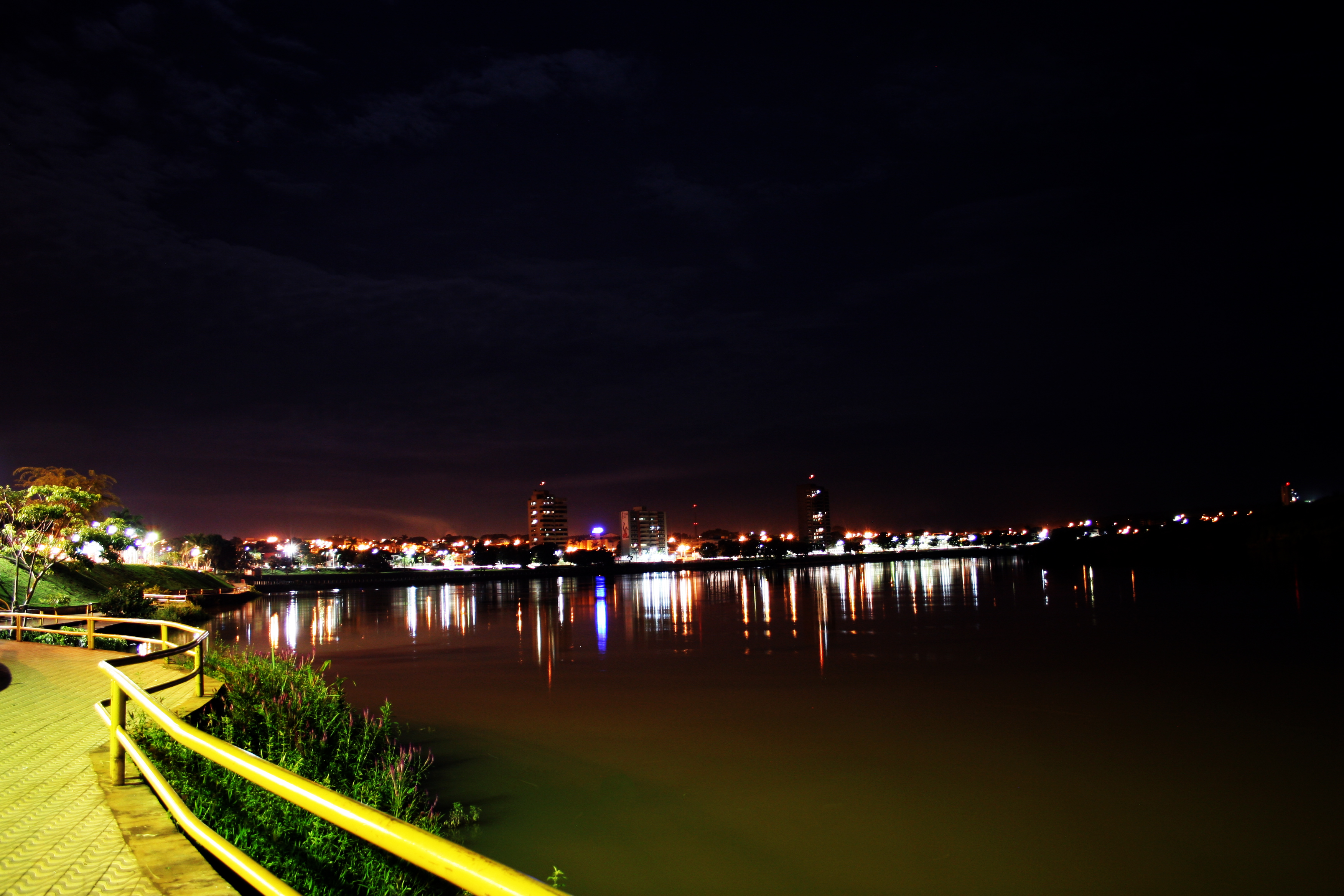
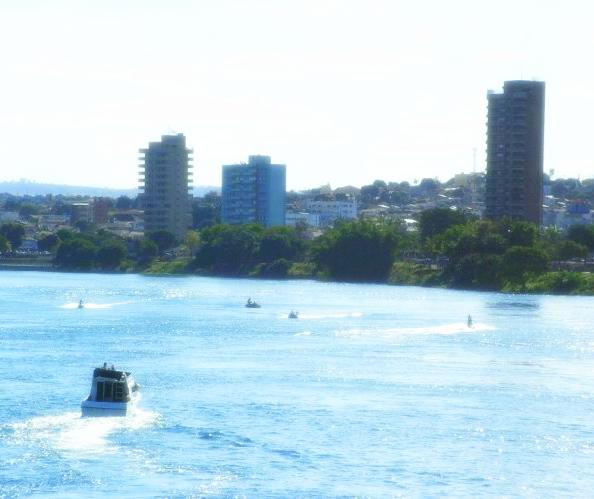
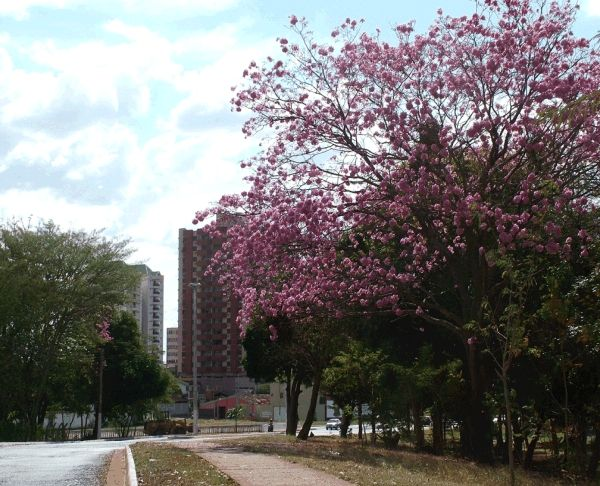
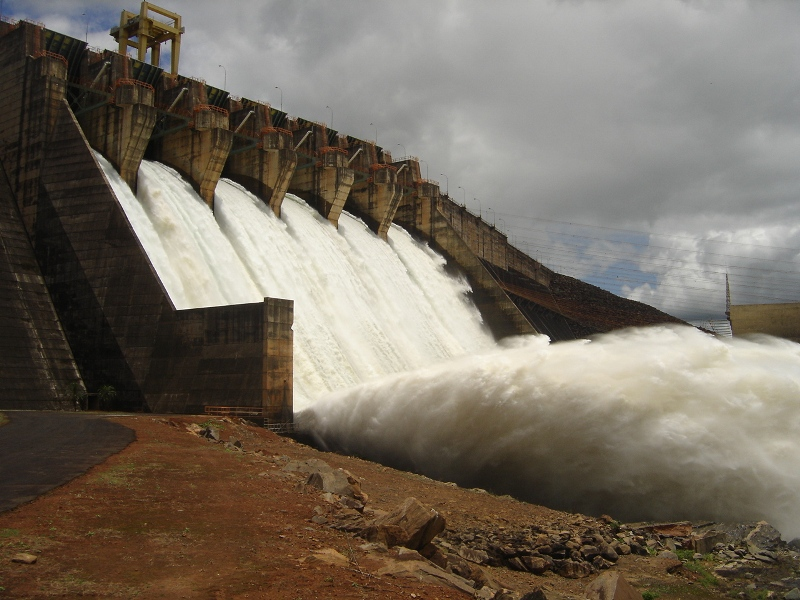